# شحرور البقر العملاق
شحرور البقر العملاق (بالإنجليزية Giant cowbird)، هو طائر كبير متطفل من فصيلة الصفراويات،
يبلغ طول الذكور 36 سم (14 بوصة)،ويزن 180 غرام (6.3 أوقية)،وهو أسود قزحي اللون، مع ذنب طويل، أما الإناث فيبلغ طولل متوسطها
28 سم (11 بوصة) وتزن 135 جم (4.8 أوقية). وهي أقل قزحية من الذكور.
وتنتشر طيور الشحرور البقر العملاق من جنوب المكسيك جنوبًا إلى شمال الأرجنتين، وتوجد أيضًا في ترينيداد وتوباغو.